# Fluorure de rubidium
Le fluorure de rubidium est un composé chimique de formule RbF, correspondant au sel fluoré du rubidium. C'est un cristal cubique à la structure de sel gemme.

## Synthèse
Le fluorure de rubidium peut être synthétisé de différentes manières. L'une d'entre elles consiste à faire réagir de l'hydroxyde de rubidium avec de l'acide fluorhydrique :
RbOH + HF → RbF + H2O
Une autre méthode consiste quant à elle à neutraliser le carbonate de rubidium avec de l'acide fluorhydrique :
Rb2CO3 + 2 HF → 2 RbF + H2O + CO2
Une autre méthode possible consiste à faire réagir de l'hydroxyde de rubidium avec du fluorure d'ammonium :
RbOH +NH4F  → RbF + H2O + NH3
Enfin, la méthode la moins utilisée à cause du prix du rubidium métallique consiste à le faire réagir directement avec du fluor gazeux, car le rubidium réagit très violemment avec les halogènes :
2 Rb + F2 → 2 RbF